# The Syrian Bride
The Syrian Bride (ou Ha-Kala Ha-Surit, em hebraico) é um filme israelense de 2004, do gênero comédia dramática,  dirigido por Eran Riklis.

## Sinopse
A história trata de uma série de problemas que ocorrem durante um casamento druso na divisa de Israel com a Síria.